# Unión Progresista para la Renovación
La Unión Progresista para la Renovación (en francés: Union progressive pour le renouveau, UPR), anteriormente llamada Unión Progresista, es un partido político en Benin. Suele ser más popular en el sur del país.

## Resultados electorales
| Año  | Líder            | Votos   | %     | Escaños | +/-   | Posición | Estatus  |
| ---- | ---------------- | ------- | ----- | ------- | ----- | -------- | -------- |
| 2019 | Bruno Amoussou   | 645,214 | 56.22 | 47/83   | Nuevo | 1°       | Gobierno |
| 2023 | Joseph Djogbenou | 930,714 | 37.56 | 53/109  | 6     | 1°       | Gobierno |